# Strandabyggð
Strandabyggð is een gemeente in het noordwesten van IJsland in de regio Vestfirðir. Het heeft 507 inwoners en een oppervlakte van 1.906 km². De gemeente ontstond in juni 2006 door het samenvoegen van de gemeentes Hólmavíkurhreppur en Broddaneshreppur.
Bolungarvíkurkaupstaður · Ísafjarðarbær · Reykhólahreppur · Tálknafjarðarhreppur · Vesturbyggð · Súðavíkurhreppur · Árneshreppur · Kaldrananeshreppur · Bæjarhreppur · Strandabyggð